# Astragalus cariensis
Astragalus cariensis är en ärtväxtart som beskrevs av Pierre Edmond Boissier. Astragalus cariensis ingår i släktet vedlar, och familjen ärtväxter. Inga underarter finns listade i Catalogue of Life.